# Lew Soloff
Lewis Michel Soloff, conocido como Lew Soloff (Nueva York, 20 de febrero de 1944-8 de marzo de 2015), fue un trompetista estadounidense.

## Historial
Se inicia muy temprano en el mundo de la música y del jazz. Aprende a tocar el piano con cinco años, y la trompeta con diez, estudiando en diversos centros como la Eastman School de Rochester (Nueva York) y la Juilliard School of Music, así como con diversos trompetistas, entre ellos Carmine Caruso. A partir de 1965 toca y graba con diversos artistas, como Tito Puente, Maynard Ferguson, Joe Henderson, Clark Terry, Gil Evans... Interpreta también música clásica con las orquestas sinfónicas de Rochester o Nueva Orleans, entre otras.
En 1968 entra a formar parte del grupo de jazz rock Blood, Sweat & Tears, sustituyendo a Randy Brecker, con quienes permanece hasta 1973, año en que vuelve con Gil Evans, compartiendo la dirección artística de la banda con el líder, lo que le da un respaldo definitivo en el mundo del jazz. Este papel lo mantuvo hasta su fallecimiento. A finales de la década forma un quinteto con Jon Faddis y, durante los años 80 toca en el Manhattan Jazz Quintet.
Ya en el siglo XXI, Soloff mantuvo su colaboración con antiguos miembros de Blood, Sweat & Tears, como Larry Willis, Mike Stern o Lou Marini, además de músicos como Carla Bley, Teo Macero, Mark Egan o Hiram Bullock.

## Estilo
Soloff, un trompetista familiarizado con todos los ambientes de la música occidental fue, a la vez que un líder y acompañante muy respetado, uno de los músicos de estudio más solicitados del panorama internacional. Para algunos autores, se trata del trompetista más brillante de los años 80. En su estilo de improvisar era característica la organización de la melodía en largas frases, a menudo combinadas con trazos breves, con una sonoridad brillante, a veces tornada en brumosa que, en palabras del crítico Jean-Pierre Moussaron, «evoca la escritura y universo del novelista Scott Fitzgerald».

## Discografía como líder
- Air on a G String, 2003 - Lew Soloff (trompeta, fliscorno), Larry Willis (piano), Francois Moutin (contrabajo), Victor Lewis (batería)
- Rainbow Mountain, 2000 - Lew Soloff (trompeta), Lou Marini (saxofones, flauta), Joe Beck (guitarra), Mark Egan (bajo), Danny Gottlieb (batería).  Invitados especiales: Delmar Brown (sintetizadores, vocal), Hiram Bullock (guitarra), Will Lee (bajo), Jeff "Tain" Watts (batería), Miles Evans (trompeta), Paul Shaffer (órgano Hammond-B-3)
- With a Song In My Heart, 1999 Rob Mounsey (arreglista), Lew Soloff (trompeta), Victor Lewis (batería), Emily Mitchell Soloff (arpa), Mulgrew Miller (piano), George Mraz (bajo)
- But Beautiful, 1993 - Lew Soloff (trompeta), Kenny Kirkland (piano), Richard Davis (bajo), Elvin Jones (batería)
- Little Wing, 1991 - Lew Soloff (trompeta), Ray Anderson (trombón), Gil Goldstein (piano, sintetizadores, acordeón), Pete Levin (órgano, sintetizadores, vocoder), Mark Egan (bajo), Kenwood Dennard (batería), Manolo Badrena (percusión).  Producido por Steve Swallow y Lew Soloff.
- My Romance, 1989 - Lew Soloff (trompeta), Mark Egan (bajo), Janis Siegel (vocal), Danny Gottlieb (batería), Pete Levin (sintetizadores), Airto Moreira (percusión), Gil Goldstein (piano, sintetizadores), Emily Michell Soloff (arpa)
- Yesterdays, 1986 - Lew Soloff (trompeta), Mike Stern (guitarra), Charnett Moffett (bajo), Elvin Jones (batería)
- Hanalei Bay, 1983 - Lew Soloff (trompeta, fliscorno), Gil Evans (piano eléctrico), Pete Levin (sintetizadores), Hiram Bullock (guitarra), Adam Nussbaum (bajo), Kenwood Dennard (batería), Manolo Badrena (percusión)

## Discografía como colaborador
- Lincoln Center Jazz Orchestra, A Love Supreme, 2005
- Carla Bley, Looking For America, 2003
- Cold Feet, Cold Feet plays Jazz Feet, 2003
- Bob Belden, Black Dahlia, 2001
- Gil Evans Orchestra, Live At Umbria Jazz Vol. 1 & 2, 2001
- Manhattan Jazz Quintet, I Got Rhythm, 2001
- Teo Macero, Impressions of Miles Davis, 2001
- Ray Anderson, Don't Mow Your Lawn, 1999
- Trumpet Legacy — Various Artists, featuring Lew Soloff", con Nicholas Payton, Tom Harrell y Eddie Henderson, 1998
- Carla Bley, Big Band Goes To Church, 1996
- Giovanni Hidalgo, Time Shifter, 1996
- Rob Mounsey's Flying Monkey Orchestra, Mango Theory, 1995
- Flying Monkey Orchestra, Back In The Pool, 1995
- Varios Artistas, Jazz At Lincoln Center — They Came to Swing, 1994
- Ray Anderson's Pocket Brass, Where Home Is, 1994
- Giovanni Hidalgo, Worldwide, 1993
- Daniel Schnyder, Mythology, 1992
- Manhattan Jazz Quintet, Manteca, 1992
- Charlie Musselwhite, Signature, 1991
- Teresa Brewer, Memories of Louis, 1991
- Marianne Faithfull, Blazing Away 1990
- Hilton Ruiz, Strut, 1988
- Hilton Ruiz, Something Grand, 1986
- Frank Sinatra, L.A. Is My Lady, 1984
- Michael Franks, Tiger In The Rain, 1979
- Héctor Lavoe, Comedia (Solo de trompeta en «El Cantante»), 1978
- Varios Artistas, The Atlantic Family Live in Montreaux, 1977
- Gil Evans, Priestess, 1977
- Willie Colón & Héctor Lavoe, The Good, The Bad, and The Ugly, 1975
- Gil Evans, Orchestra Plays The Music of Jimi Hendrix, 1974
- Barry Miles, Barry Miles, 1970

## Discografía conBlood, Sweat & Tears
- Blood, Sweat & Tears, No sweat, 1973
- Blood, Sweat & Tears, New blood, 1972
- Blood, Sweat & Tears, B.S. & T. 4, 1971
- Blood, Sweat & Tears, Blood, Sweat & Tears 3, 1970
- Blood, Sweat & Tears, Blood, Sweat & Tears, 1969

### Premios Grammy
Blood, Sweat and Tears recibió un Grammy: 
- 1970: Premio Grammy por el Álbum del Año, Blood, Sweat & Tears

## Filmografía
Soloff elaboró la música en varias películas:
- Louie Bellson and His Big Band
- Ed's Next Move
- Two Much
- Koyaanisqatsi